# Frank Marth
Frank Marth (Nueva York, Nueva York, 29 de julio de 1922-Rancho Mirage, California, 12 de enero de 2014) fue un actor estadounidense.
Fue conocido como un miembro de Cavalcade of Stars (1949; 1950/57), en especial del segmento The Honeymooners, que más tarde se convirtió en una serie de televisión (1955-1956). La carrera de Marth corrió desde 1952 hasta 1994.
En el año de 1966, participó en el capítulo The Devil's Disciples de la legendaria serie de TV El Fugitivo con David Janssen, en el papel de Hendricks, junto a Bruce Dern y Diana Hyland y en mismo año en el capítulo "Corre cobarde, corre" de la cuarta temporada de la serie Combat! en el papel del teniente alemán Vogler.
Marth murió en Rancho Mirage (California, EE. UU.) a los 91 años de edad, de insuficiencia cardíaca congestiva y la enfermedad de Alzheimer.